# 千灯鎮

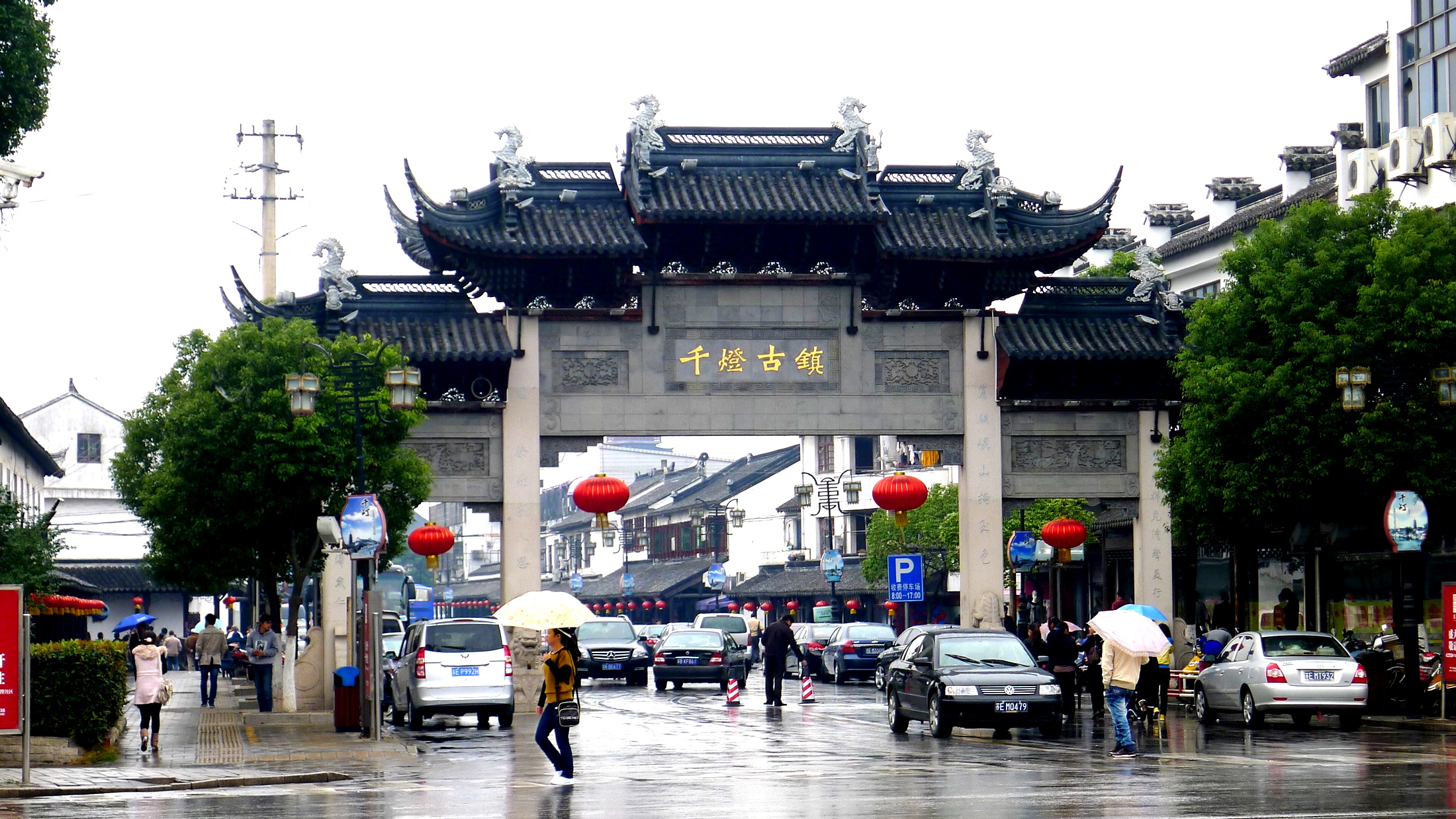
千灯古鎮

千灯鎮（せんとう-ちん）は、中華人民共和国江蘇省蘇州市崑山市に位置する鎮。崑山市市街地より南15キロメートルのところにある。千灯の旧称は千墩浦、1910年茜墩郷となり、1950年鎮に昇格、1966年現在の名称に変更された。2003年石浦鎮を編入。中国歴史文化名鎮、国家AAAA級旅游景区に指定され、上海市青浦区に接し、面積84平方キロメートル、人口約13万人。
南朝梁の天監2年（503年）、延福寺（元末寺毀）、秦峰塔が建立され、南宋に鎮になった。自然環境と地理環境に恵まれ、次第に崑南商人の集まる土地となった。

## 観光スポット

### 顧堅記念館
顧堅は千灯鎮出身の戲曲家で「風月散人」と号し崑曲の創始者。記念館は千灯古鎮の千灯浦西にある。
- 千灯鎮顧堅記念館
- 崑曲の創始者顧堅の塑像
- 文徴明手録魏良輔《南詞引正》

### 顧炎武旧居
著名思想家な思想家顧炎武は、万暦41年5月28日に千灯鎮に生まれ、康熙21年1月8日、足を踏み外してぬかるみで70歳で没した。旧居は千灯浦西にあり、顧炎武の祖父顧済が建てた。嘉靖年間に倭寇に壊されたが、嘉靖帝により再建をすることを賜る。貽安堂は明代の建築。旧居顧園には顧炎武の墓と石馬がある。
- 千灯鎮顧炎武旧居
- 顧炎武旧居貽安堂
- 顧炎武旧居読書楼
- 千灯古鎮顧炎武旧居顧園
- 顧炎武之墓

### 千灯草堂
千灯草堂または略して千灯館。収蔵家が20年の歳月をかけて収集した原始時代から現代までの千点もの収蔵品を収める。
- 千灯草堂
- 千灯館新石器時代石灯
- 千灯館漢代灰陶抱子灯
- 千灯館唐代西域灯
- 千灯館元代青花灯
- 千灯館明代銅灯

### 千灯図集
- 千灯古鎮AAAA旅游景区
- 千灯古鎮石板街
- 千灯古鎮牡丹亭
- 千灯古鎮小橋流水

## 参考資料
座標: 北緯31度16分12.0秒 東経121度0分0.0秒 / 北緯31.270000度 東経121.000000度